# 五代友厚
五代友厚（1836年2月12日—1885年9月25日），日本明治時代政治家、企業家領袖，獲譽為「近代大阪經濟之父」。

## 生平

### 早年生活
五代出生於薩摩藩（今鹿兒島縣）。在20歲左右，他被該藩派到長崎市的海軍學校學習海軍的戰術和科學。由於薩摩藩「國父」島津久光不肯就生麥事件向英國道歉，英國為了報復，於1863年7月派遣7艘艦艇炮轟鹿兒島市，史稱薩英戰爭。而當時作為海軍一員的五代也參與了戰爭。由於雙方傷亡慘重，不得不在同年11月議和。戰後，一向抗拒攘夷的島津氏當主島津久光決定派學生到外國留學，而五代被選為集體偷渡到英國倫敦大學學院學習的15個學生之一，同學有森有禮、寺岛宗则（松木弘安）等人。

### 幕末時代
五代回到日本後不久，又到歐洲和一個法國商人商議成立一個聯合計畫，用發展薩摩藩的自然資源，交換歐洲的武器和工業制品。這個法-薩貿易公司吸引法國在薩摩藩投資興建蒸汽船船廠、紡織廠和鐵路，也提拔一些大有前途的青年往法國學習，並令薩摩藩作為一個獨立國家的身份參加1867年法國國際博覽會。而大久保利通亦聽取五代的意見，採取容許外國投資、加強藩內改革等開國政策，並設立開成所，學習西方科學技術。
此外，由於薩摩藩和幕府的衝突日益增加，為了未雨綢繆，五代便利用他的身份和關係，購買不少歐洲的先進武器和跟長州藩的高杉晉作等人結盟，在必要時推翻幕府。

### 明治政客
明治維新後，五代成了初級議員，並用他的西洋學識化解了不少攘夷的武士和外國人之間的衝突。他於1869年退出政壇，然後將注意力轉至行商方面。他以大阪為基地，同時建立並經營了幾個從事國際貿易、經商和航海的大型股份公司。五代亦建立了大阪商會和大阪證券交易所。
五代於1881年牽涉入北海道殖民地辦事處醜聞，而這件醜聞令當時的开拓长官黑田清隆下台。

## 五代友厚的銅像
以下地方有五代友厚的銅像：
- 鹿兒島市泉町（泉公園内）
- 大阪市中央區大阪證券交易所前
- 大阪商會大門
- 大阪市立大学